# 20268 Racollier
20268 Racollier (1998 FC28) là một tiểu hành tinh vành đai chính được phát hiện ngày 20 tháng 3 năm 1998 bởi Nhóm nghiên cứu tiểu hành tinh gần Trái Đất phòng thí nghiệm Lincoln ở Socorro.